# Ban Chiang
Ban Chiang je archeologické naleziště nacházející se v thajské provincii Udon Thani ve východní části země (region Isán). Bylo zde objeveno velké množství kameninových nádob, ale i dokladů o zemědělství, výrobě kovových předmětů a jejich používání.

## Popis
Lokalitu objevil v roce 1966 Steve Young. Výzkumy pak ukázaly, že archeologické nálezy pocházejí z doby bronzové až železné. Ban Chiang je považován za nejdůležitější prehistorické naleziště v jihovýchodní Asii. Zachycuje důležité etapy kulturní, společenské a technologické evoluce místního obyvatelstva a lidstva obecně. Ve zdejší nekropoli byla nalezena řada keramických a kovových předmětů.
Určení stáří lokality bylo provedeno několika metodami, které dávaly různé výsledky. Pomocí metody radioaktivního uhlíku se dospělo k informaci, že lokalita byla obývána minimálně od 15. století př. n. l., i když předchozí průzkumy mluvily až o dataci 4400 let př. n. l.

## Fotogalerie

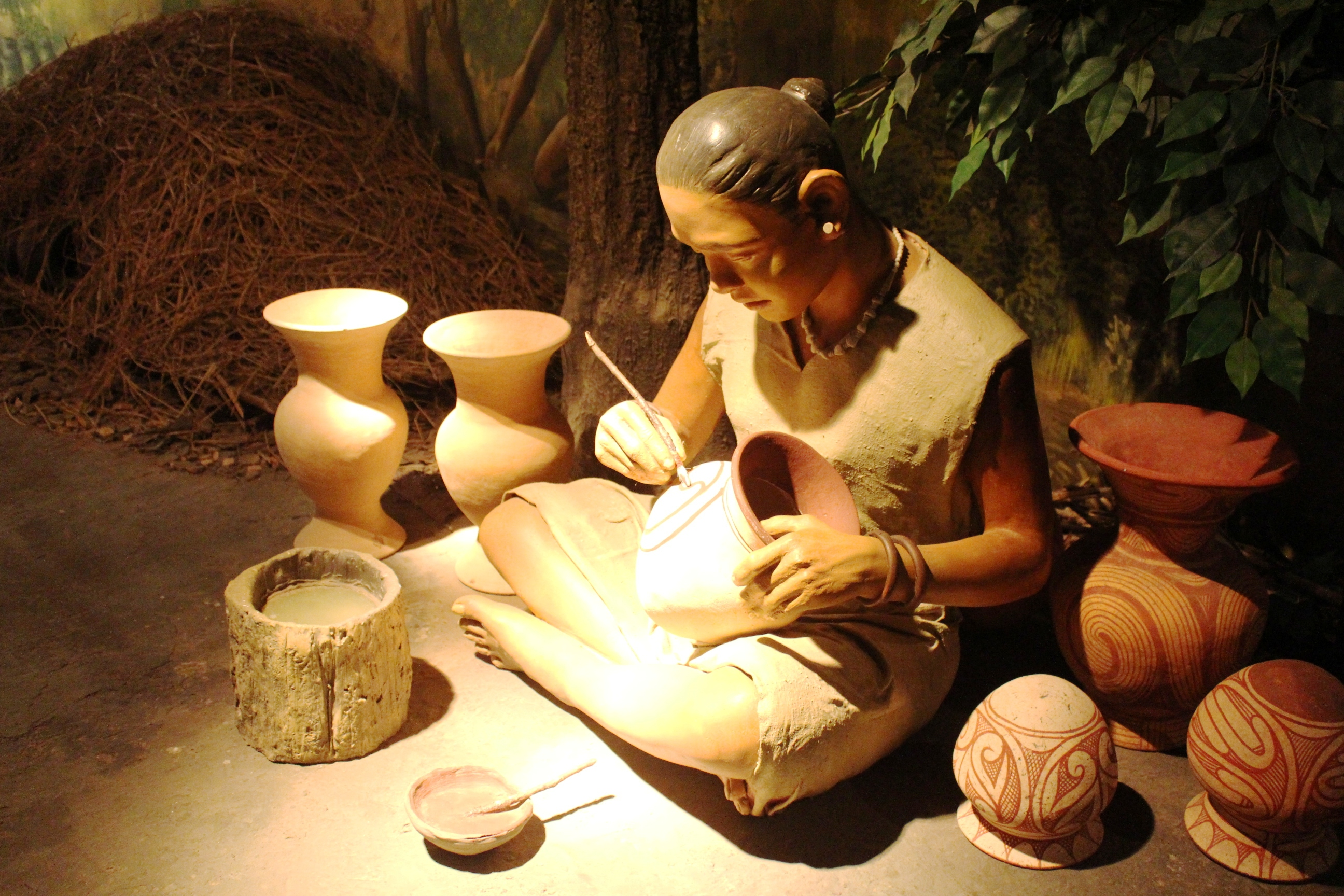
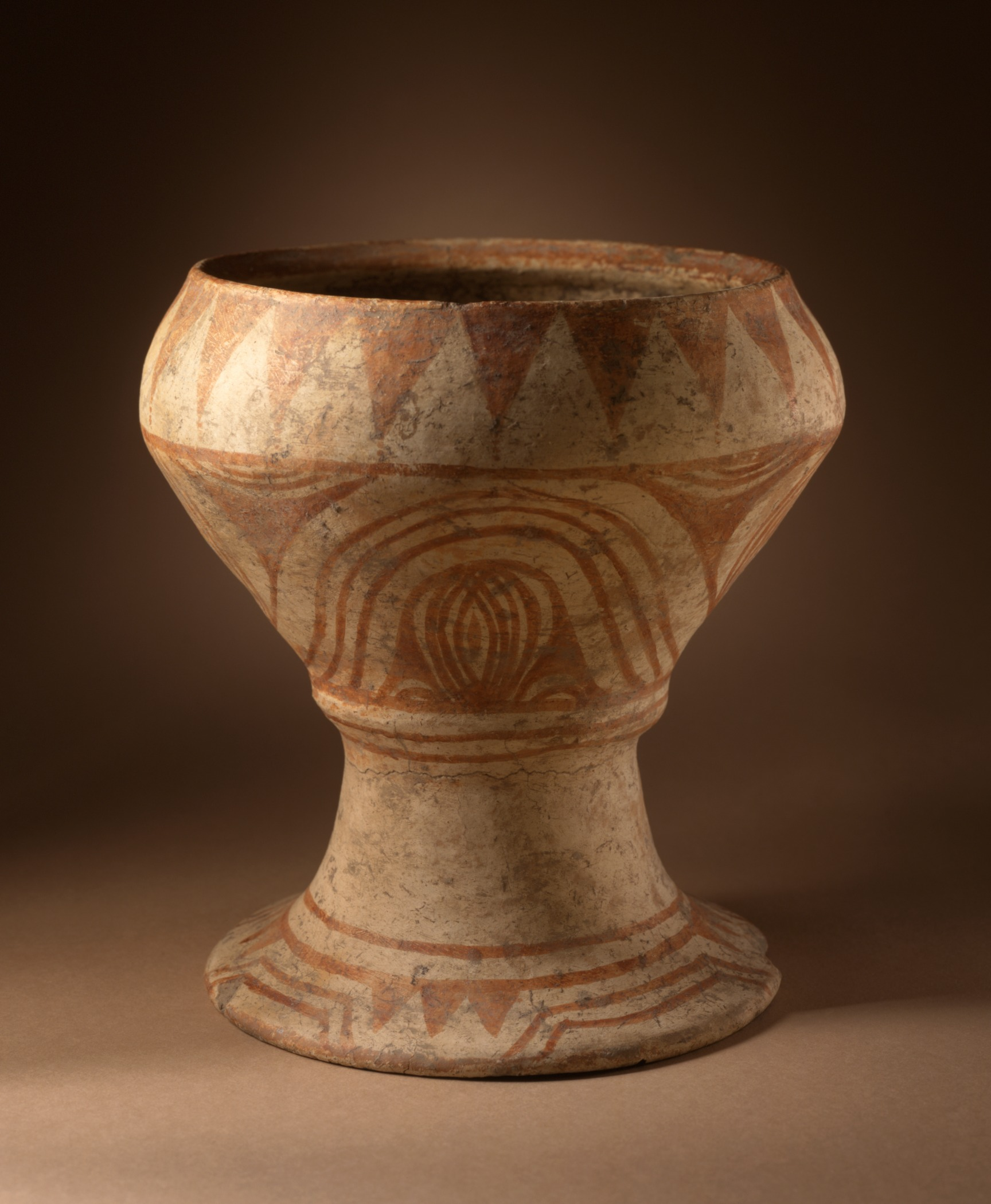
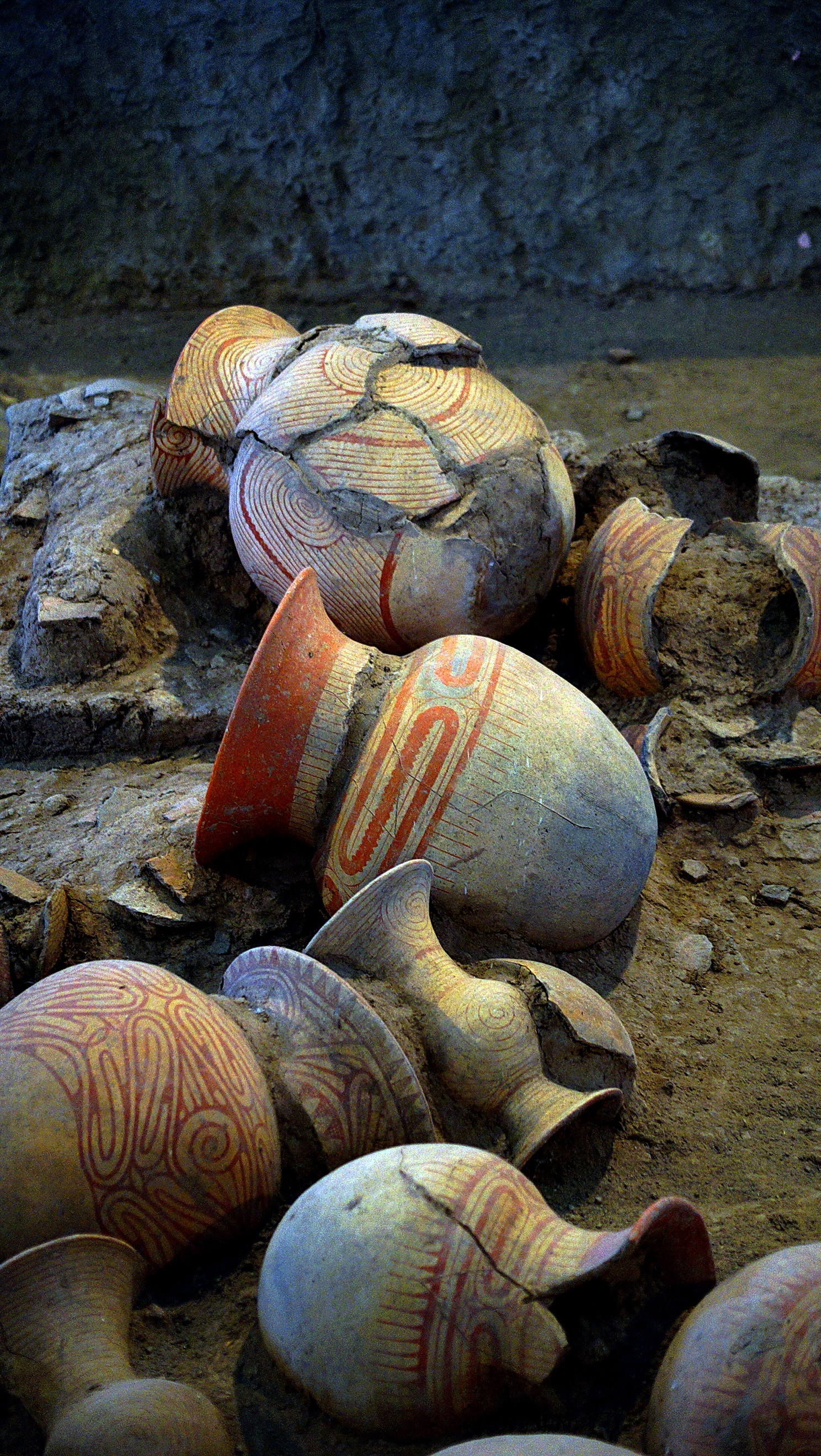
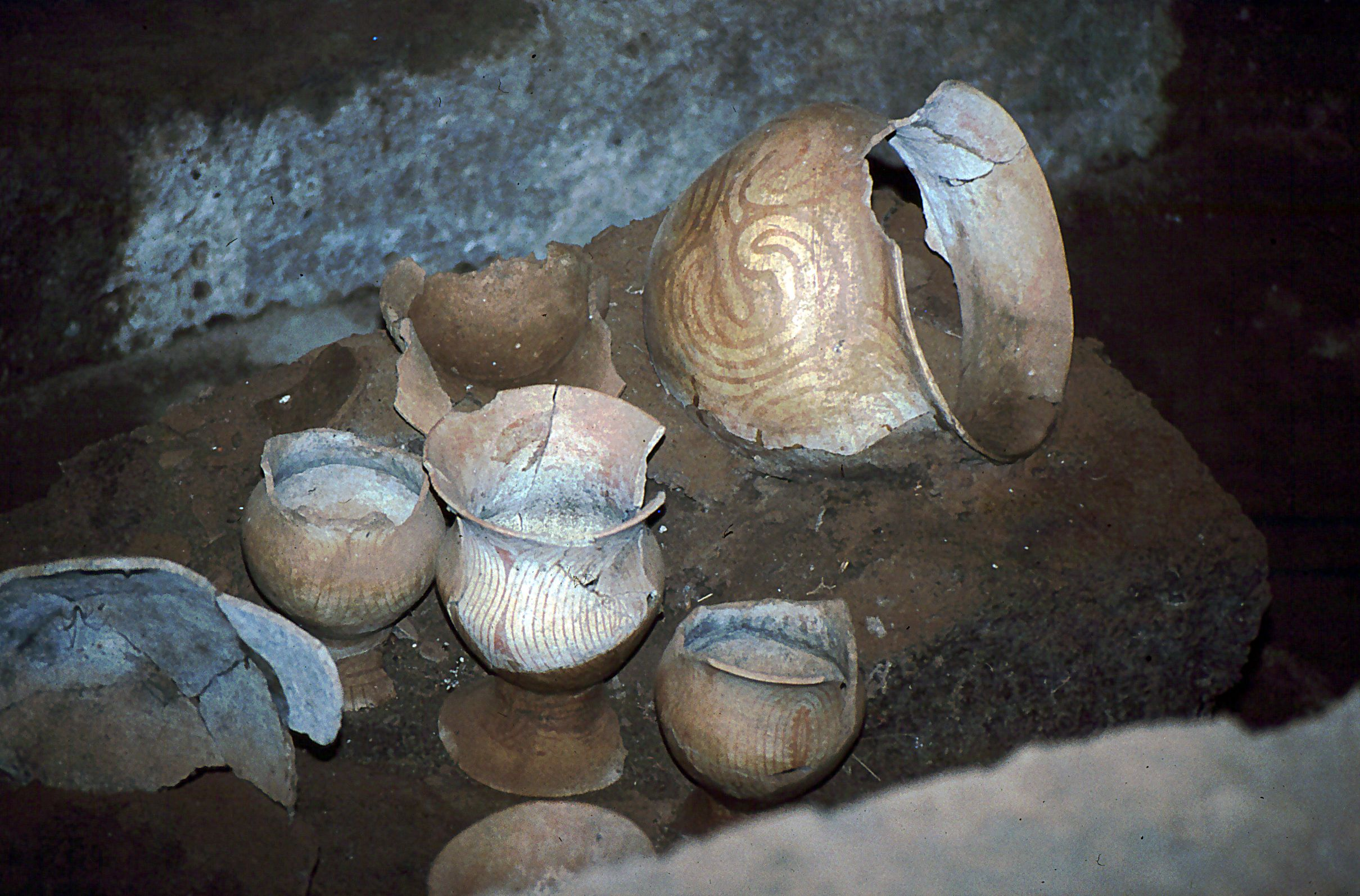